# Fiction Tales
Fiction Tales es el primer y único álbum de estudio de la banda británica de post-punk Modern Eon. Fue publicado en 1981 a través del sello discográfico Dindisc.

## Recepción de la crítica
El crítico de Trouser Press, Ira Robbins, comentó: “Aunque no es un álbum fácil de gustar, Fiction Tales transmite originalidad y estilo, así como destellos de accesibilidad; El uso ocasional de instrumentación extraña y un buen baterista hacen de esto algo más que un ejercicio rutinario de género”.
El crítico de The Midlands Rocks, Peter Dennis, escribió: “Fiction Tales es el sonido de una banda que confía en su propio estilo característico y ofrece una visión tentadora de lo que podría haber sido el futuro si no se hubieran retirado al año siguiente. Como un clásico del cine negro francés, Fiction Tales no siempre es cómodo, pero siempre es gratificante”.

## Relanzamiento de 2023
El 30 de octubre de 2022, el sello Cherry Red Records anunció una edición ampliada de Fiction Tales en CD. Fue producido en conjunto con la banda y presentaba notas de álbum escritas por Andrew Keeling, autor de la guía musical de Modern Eon. El relanzamiento envió a Fiction Tales a la posición #20 en la lista de álbumes independientes del Reino Unido.

## Lista de canciones
| Lado uno |                           |          |  |
| N.º      | Título                    | Duración |  |
| 1.       | «Second Still»            | 4:11     |  |
| 2.       | «The Grass Still Grows»   | 3:38     |  |
| 3.       | «Playwrite»               | 3:14     |  |
| 4.       | «Watching the Dancers»    | 3:45     |  |
| 5.       | «Real Hymn»               | 3:08     |  |
| 6.       | «Waiting for the Cavalry» | 2:47     |  |

| Lado dos |                    |          |  |
| N.º      | Título             | Duración |  |
| 1.       | «High Noon»        | 3:26     |  |
| 2.       | «Child's Play»     | 3:56     |  |
| 3.       | «Choreography»     | 3:29     |  |
| 4.       | «Euthenics»        | 3:05     |  |
| 5.       | «In a Strange Way» | 3:27     |  |
| 6.       | «Mechanic»         | 4:43     |  |

## Créditos y personal
Créditos adaptados desde las notas de álbum de Fiction Tales.
Modern Eon
- Danny Hampson – bajo eléctrico
- Cliff Hewitt – batería, timbal de concierto
- Tim Lever – guitarras, saxofón
- Alix Johnson – guitarras, voces, suona, piano
- Bob Wakelin – sintetizadores, instrumentos de cuerda, percusión,  voces (7)

Personal técnico
- Modern Eon – producción
- Lawrence Diana – coproducción, ingeniera de audio
- Andy Patterson – remasterización
- Andrew Keeling – notas de álbum

Diseño
- Altmark Creative – diseño de portada
- George Towndrow – fotografía

## Posicionamiento

### Gráfica semanal
| Gráfica (1981)                | Pico de posición |
| ----------------------------- | ---------------- |
| Reino Unido (UK Albums Chart) | 65               |

| Gráfica (2023)                                    | Pico de posición |
| ------------------------------------------------- | ---------------- |
| Reino Unido (UK Independent Albums Chart)         | 20               |
| Reino Unido (UK Independent Album Breakers Chart) | 2                |
| Reino Unido (UK Physical Albums Chart)            | 93               |